# 1778
Portal Geschichte | Portal Biografien | Aktuelle Ereignisse | Jahreskalender | Tagesartikel

◄ |
17. Jahrhundert |
18. Jahrhundert
| 19. Jahrhundert | ►

◄ |
1740er |
1750er |
1760er |
1770er
| 1780er | 1790er | 1800er | ►

◄◄ |
◄ |
1774 |
1775 |
1776 |
1777 |
1778
| 1779 | 1780 | 1781 | 1782 | ► | ►►
Staatsoberhäupter  · Nekrolog   · Musikjahr
| Januar | Januar | Januar | Januar | Januar | Januar | Januar | Januar |
| Kw     | Mo     | Di     | Mi     | Do     | Fr     | Sa     | So     |
| ------ | ------ | ------ | ------ | ------ | ------ | ------ | ------ |
| 1      |        |        |        | 1      | 2      | 3      | 4      |
| 2      | 5      | 6      | 7      | 8      | 9      | 10     | 11     |
| 3      | 12     | 13     | 14     | 15     | 16     | 17     | 18     |
| 4      | 19     | 20     | 21     | 22     | 23     | 24     | 25     |
| 5      | 26     | 27     | 28     | 29     | 30     | 31     |        |

| Februar | Februar | Februar | Februar | Februar | Februar | Februar | Februar |
| Kw      | Mo      | Di      | Mi      | Do      | Fr      | Sa      | So      |
| ------- | ------- | ------- | ------- | ------- | ------- | ------- | ------- |
| 5       |         |         |         |         |         |         | 1       |
| 6       | 2       | 3       | 4       | 5       | 6       | 7       | 8       |
| 7       | 9       | 10      | 11      | 12      | 13      | 14      | 15      |
| 8       | 16      | 17      | 18      | 19      | 20      | 21      | 22      |
| 9       | 23      | 24      | 25      | 26      | 27      | 28      |         |

| März | März | März | März | März | März | März | März |
| Kw   | Mo   | Di   | Mi   | Do   | Fr   | Sa   | So   |
| ---- | ---- | ---- | ---- | ---- | ---- | ---- | ---- |
| 9    |      |      |      |      |      |      | 1    |
| 10   | 2    | 3    | 4    | 5    | 6    | 7    | 8    |
| 11   | 9    | 10   | 11   | 12   | 13   | 14   | 15   |
| 12   | 16   | 17   | 18   | 19   | 20   | 21   | 22   |
| 13   | 23   | 24   | 25   | 26   | 27   | 28   | 29   |
| 14   | 30   | 31   |      |      |      |      |      |

| April | April | April | April | April | April | April | April |
| Kw    | Mo    | Di    | Mi    | Do    | Fr    | Sa    | So    |
| ----- | ----- | ----- | ----- | ----- | ----- | ----- | ----- |
| 14    |       |       | 1     | 2     | 3     | 4     | 5     |
| 15    | 6     | 7     | 8     | 9     | 10    | 11    | 12    |
| 16    | 13    | 14    | 15    | 16    | 17    | 18    | 19    |
| 17    | 20    | 21    | 22    | 23    | 24    | 25    | 26    |
| 18    | 27    | 28    | 29    | 30    |       |       |       |

| Mai | Mai | Mai | Mai | Mai | Mai | Mai | Mai |
| Kw  | Mo  | Di  | Mi  | Do  | Fr  | Sa  | So  |
| --- | --- | --- | --- | --- | --- | --- | --- |
| 18  |     |     |     |     | 1   | 2   | 3   |
| 19  | 4   | 5   | 6   | 7   | 8   | 9   | 10  |
| 20  | 11  | 12  | 13  | 14  | 15  | 16  | 17  |
| 21  | 18  | 19  | 20  | 21  | 22  | 23  | 24  |
| 22  | 25  | 26  | 27  | 28  | 29  | 30  | 31  |

| Juni | Juni | Juni | Juni | Juni | Juni | Juni | Juni |
| Kw   | Mo   | Di   | Mi   | Do   | Fr   | Sa   | So   |
| ---- | ---- | ---- | ---- | ---- | ---- | ---- | ---- |
| 23   | 1    | 2    | 3    | 4    | 5    | 6    | 7    |
| 24   | 8    | 9    | 10   | 11   | 12   | 13   | 14   |
| 25   | 15   | 16   | 17   | 18   | 19   | 20   | 21   |
| 26   | 22   | 23   | 24   | 25   | 26   | 27   | 28   |
| 27   | 29   | 30   |      |      |      |      |      |

| Juli | Juli | Juli | Juli | Juli | Juli | Juli | Juli |
| Kw   | Mo   | Di   | Mi   | Do   | Fr   | Sa   | So   |
| ---- | ---- | ---- | ---- | ---- | ---- | ---- | ---- |
| 27   |      |      | 1    | 2    | 3    | 4    | 5    |
| 28   | 6    | 7    | 8    | 9    | 10   | 11   | 12   |
| 29   | 13   | 14   | 15   | 16   | 17   | 18   | 19   |
| 30   | 20   | 21   | 22   | 23   | 24   | 25   | 26   |
| 31   | 27   | 28   | 29   | 30   | 31   |      |      |

| August | August | August | August | August | August | August | August |
| Kw     | Mo     | Di     | Mi     | Do     | Fr     | Sa     | So     |
| ------ | ------ | ------ | ------ | ------ | ------ | ------ | ------ |
| 31     |        |        |        |        |        | 1      | 2      |
| 32     | 3      | 4      | 5      | 6      | 7      | 8      | 9      |
| 33     | 10     | 11     | 12     | 13     | 14     | 15     | 16     |
| 34     | 17     | 18     | 19     | 20     | 21     | 22     | 23     |
| 35     | 24     | 25     | 26     | 27     | 28     | 29     | 30     |
| 36     | 31     |        |        |        |        |        |        |

| September | September | September | September | September | September | September | September |
| Kw        | Mo        | Di        | Mi        | Do        | Fr        | Sa        | So        |
| --------- | --------- | --------- | --------- | --------- | --------- | --------- | --------- |
| 36        |           | 1         | 2         | 3         | 4         | 5         | 6         |
| 37        | 7         | 8         | 9         | 10        | 11        | 12        | 13        |
| 38        | 14        | 15        | 16        | 17        | 18        | 19        | 20        |
| 39        | 21        | 22        | 23        | 24        | 25        | 26        | 27        |
| 40        | 28        | 29        | 30        |           |           |           |           |

| Oktober | Oktober | Oktober | Oktober | Oktober | Oktober | Oktober | Oktober |
| Kw      | Mo      | Di      | Mi      | Do      | Fr      | Sa      | So      |
| ------- | ------- | ------- | ------- | ------- | ------- | ------- | ------- |
| 40      |         |         |         | 1       | 2       | 3       | 4       |
| 41      | 5       | 6       | 7       | 8       | 9       | 10      | 11      |
| 42      | 12      | 13      | 14      | 15      | 16      | 17      | 18      |
| 43      | 19      | 20      | 21      | 22      | 23      | 24      | 25      |
| 44      | 26      | 27      | 28      | 29      | 30      | 31      |         |

| November | November | November | November | November | November | November | November |
| Kw       | Mo       | Di       | Mi       | Do       | Fr       | Sa       | So       |
| -------- | -------- | -------- | -------- | -------- | -------- | -------- | -------- |
| 44       |          |          |          |          |          |          | 1        |
| 45       | 2        | 3        | 4        | 5        | 6        | 7        | 8        |
| 46       | 9        | 10       | 11       | 12       | 13       | 14       | 15       |
| 47       | 16       | 17       | 18       | 19       | 20       | 21       | 22       |
| 48       | 23       | 24       | 25       | 26       | 27       | 28       | 29       |
| 49       | 30       |          |          |          |          |          |          |

| Dezember | Dezember | Dezember | Dezember | Dezember | Dezember | Dezember | Dezember |
| Kw       | Mo       | Di       | Mi       | Do       | Fr       | Sa       | So       |
| -------- | -------- | -------- | -------- | -------- | -------- | -------- | -------- |
| 49       |          | 1        | 2        | 3        | 4        | 5        | 6        |
| 50       | 7        | 8        | 9        | 10       | 11       | 12       | 13       |
| 51       | 14       | 15       | 16       | 17       | 18       | 19       | 20       |
| 52       | 21       | 22       | 23       | 24       | 25       | 26       | 27       |
| 53       | 28       | 29       | 30       | 31       |          |          |          |

| Januar | Januar | Januar | Januar | Januar | Januar | Januar | Januar |
| Kw     | Mo     | Di     | Mi     | Do     | Fr     | Sa     | So     |
| ------ | ------ | ------ | ------ | ------ | ------ | ------ | ------ |
| 1      |        |        |        | 1      | 2      | 3      | 4      |
| 2      | 5      | 6      | 7      | 8      | 9      | 10     | 11     |
| 3      | 12     | 13     | 14     | 15     | 16     | 17     | 18     |
| 4      | 19     | 20     | 21     | 22     | 23     | 24     | 25     |
| 5      | 26     | 27     | 28     | 29     | 30     | 31     |        |

| Februar | Februar | Februar | Februar | Februar | Februar | Februar | Februar |
| Kw      | Mo      | Di      | Mi      | Do      | Fr      | Sa      | So      |
| ------- | ------- | ------- | ------- | ------- | ------- | ------- | ------- |
| 5       |         |         |         |         |         |         | 1       |
| 6       | 2       | 3       | 4       | 5       | 6       | 7       | 8       |
| 7       | 9       | 10      | 11      | 12      | 13      | 14      | 15      |
| 8       | 16      | 17      | 18      | 19      | 20      | 21      | 22      |
| 9       | 23      | 24      | 25      | 26      | 27      | 28      |         |

| März | März | März | März | März | März | März | März |
| Kw   | Mo   | Di   | Mi   | Do   | Fr   | Sa   | So   |
| ---- | ---- | ---- | ---- | ---- | ---- | ---- | ---- |
| 9    |      |      |      |      |      |      | 1    |
| 10   | 2    | 3    | 4    | 5    | 6    | 7    | 8    |
| 11   | 9    | 10   | 11   | 12   | 13   | 14   | 15   |
| 12   | 16   | 17   | 18   | 19   | 20   | 21   | 22   |
| 13   | 23   | 24   | 25   | 26   | 27   | 28   | 29   |
| 14   | 30   | 31   |      |      |      |      |      |

| April | April | April | April | April | April | April | April |
| Kw    | Mo    | Di    | Mi    | Do    | Fr    | Sa    | So    |
| ----- | ----- | ----- | ----- | ----- | ----- | ----- | ----- |
| 14    |       |       | 1     | 2     | 3     | 4     | 5     |
| 15    | 6     | 7     | 8     | 9     | 10    | 11    | 12    |
| 16    | 13    | 14    | 15    | 16    | 17    | 18    | 19    |
| 17    | 20    | 21    | 22    | 23    | 24    | 25    | 26    |
| 18    | 27    | 28    | 29    | 30    |       |       |       |

| Mai | Mai | Mai | Mai | Mai | Mai | Mai | Mai |
| Kw  | Mo  | Di  | Mi  | Do  | Fr  | Sa  | So  |
| --- | --- | --- | --- | --- | --- | --- | --- |
| 18  |     |     |     |     | 1   | 2   | 3   |
| 19  | 4   | 5   | 6   | 7   | 8   | 9   | 10  |
| 20  | 11  | 12  | 13  | 14  | 15  | 16  | 17  |
| 21  | 18  | 19  | 20  | 21  | 22  | 23  | 24  |
| 22  | 25  | 26  | 27  | 28  | 29  | 30  | 31  |

| Juni | Juni | Juni | Juni | Juni | Juni | Juni | Juni |
| Kw   | Mo   | Di   | Mi   | Do   | Fr   | Sa   | So   |
| ---- | ---- | ---- | ---- | ---- | ---- | ---- | ---- |
| 23   | 1    | 2    | 3    | 4    | 5    | 6    | 7    |
| 24   | 8    | 9    | 10   | 11   | 12   | 13   | 14   |
| 25   | 15   | 16   | 17   | 18   | 19   | 20   | 21   |
| 26   | 22   | 23   | 24   | 25   | 26   | 27   | 28   |
| 27   | 29   | 30   |      |      |      |      |      |

| Juli | Juli | Juli | Juli | Juli | Juli | Juli | Juli |
| Kw   | Mo   | Di   | Mi   | Do   | Fr   | Sa   | So   |
| ---- | ---- | ---- | ---- | ---- | ---- | ---- | ---- |
| 27   |      |      | 1    | 2    | 3    | 4    | 5    |
| 28   | 6    | 7    | 8    | 9    | 10   | 11   | 12   |
| 29   | 13   | 14   | 15   | 16   | 17   | 18   | 19   |
| 30   | 20   | 21   | 22   | 23   | 24   | 25   | 26   |
| 31   | 27   | 28   | 29   | 30   | 31   |      |      |

| August | August | August | August | August | August | August | August |
| Kw     | Mo     | Di     | Mi     | Do     | Fr     | Sa     | So     |
| ------ | ------ | ------ | ------ | ------ | ------ | ------ | ------ |
| 31     |        |        |        |        |        | 1      | 2      |
| 32     | 3      | 4      | 5      | 6      | 7      | 8      | 9      |
| 33     | 10     | 11     | 12     | 13     | 14     | 15     | 16     |
| 34     | 17     | 18     | 19     | 20     | 21     | 22     | 23     |
| 35     | 24     | 25     | 26     | 27     | 28     | 29     | 30     |
| 36     | 31     |        |        |        |        |        |        |

| September | September | September | September | September | September | September | September |
| Kw        | Mo        | Di        | Mi        | Do        | Fr        | Sa        | So        |
| --------- | --------- | --------- | --------- | --------- | --------- | --------- | --------- |
| 36        |           | 1         | 2         | 3         | 4         | 5         | 6         |
| 37        | 7         | 8         | 9         | 10        | 11        | 12        | 13        |
| 38        | 14        | 15        | 16        | 17        | 18        | 19        | 20        |
| 39        | 21        | 22        | 23        | 24        | 25        | 26        | 27        |
| 40        | 28        | 29        | 30        |           |           |           |           |

| Oktober | Oktober | Oktober | Oktober | Oktober | Oktober | Oktober | Oktober |
| Kw      | Mo      | Di      | Mi      | Do      | Fr      | Sa      | So      |
| ------- | ------- | ------- | ------- | ------- | ------- | ------- | ------- |
| 40      |         |         |         | 1       | 2       | 3       | 4       |
| 41      | 5       | 6       | 7       | 8       | 9       | 10      | 11      |
| 42      | 12      | 13      | 14      | 15      | 16      | 17      | 18      |
| 43      | 19      | 20      | 21      | 22      | 23      | 24      | 25      |
| 44      | 26      | 27      | 28      | 29      | 30      | 31      |         |

| November | November | November | November | November | November | November | November |
| Kw       | Mo       | Di       | Mi       | Do       | Fr       | Sa       | So       |
| -------- | -------- | -------- | -------- | -------- | -------- | -------- | -------- |
| 44       |          |          |          |          |          |          | 1        |
| 45       | 2        | 3        | 4        | 5        | 6        | 7        | 8        |
| 46       | 9        | 10       | 11       | 12       | 13       | 14       | 15       |
| 47       | 16       | 17       | 18       | 19       | 20       | 21       | 22       |
| 48       | 23       | 24       | 25       | 26       | 27       | 28       | 29       |
| 49       | 30       |          |          |          |          |          |          |

| Dezember | Dezember | Dezember | Dezember | Dezember | Dezember | Dezember | Dezember |
| Kw       | Mo       | Di       | Mi       | Do       | Fr       | Sa       | So       |
| -------- | -------- | -------- | -------- | -------- | -------- | -------- | -------- |
| 49       |          | 1        | 2        | 3        | 4        | 5        | 6        |
| 50       | 7        | 8        | 9        | 10       | 11       | 12       | 13       |
| 51       | 14       | 15       | 16       | 17       | 18       | 19       | 20       |
| 52       | 21       | 22       | 23       | 24       | 25       | 26       | 27       |
| 53       | 28       | 29       | 30       | 31       |          |          |          |

## Ereignisse

### Politik und Weltgeschehen

#### Amerikanischer Unabhängigkeitskrieg
- 6. Februar: Frankreich und die Dreizehn Kolonien verbünden sich im Amerikanischen Unabhängigkeitskrieg gegen Großbritannien. Später erklärt Großbritannien Frankreich deshalb den Krieg.

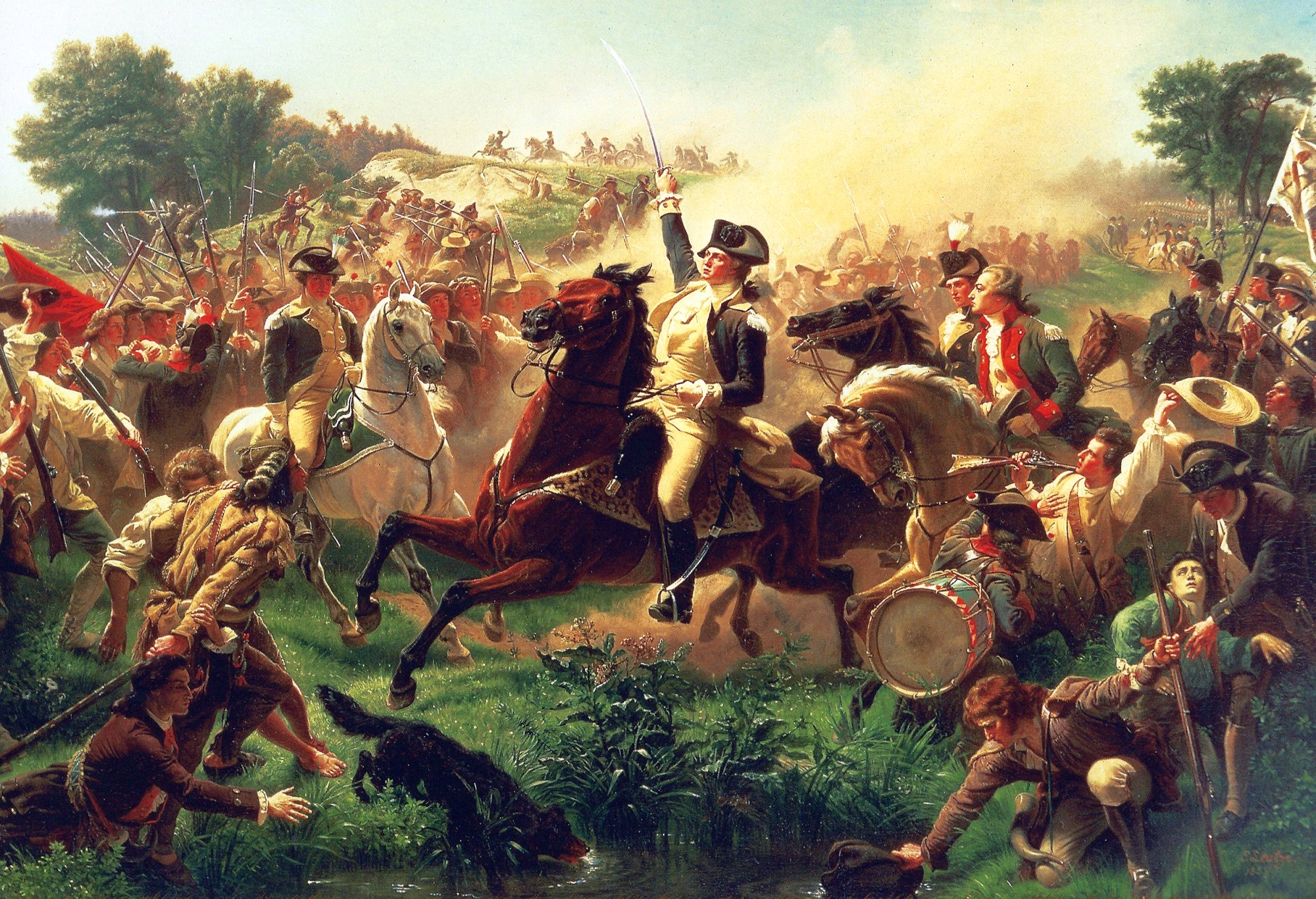
Gemälde der Schlacht von Monmouth
Emanuel Gottlieb Leutze

- 28. Juni: Die Schlacht von Monmouth ist die letzte große Schlacht auf dem nördlichen Kriegsschauplatz des Amerikanischen Unabhängigkeitskrieges. Nachdem George Washington die bereits fliehenden amerikanischen Truppen noch einmal neu organisieren kann, endet die Schlacht ohne Ergebnis. General Charles Lee wird nach der Schlacht wegen seines Rückzugsbefehls vor ein Kriegsgericht gestellt und für ein Jahr jeglichen Kommandos enthoben.

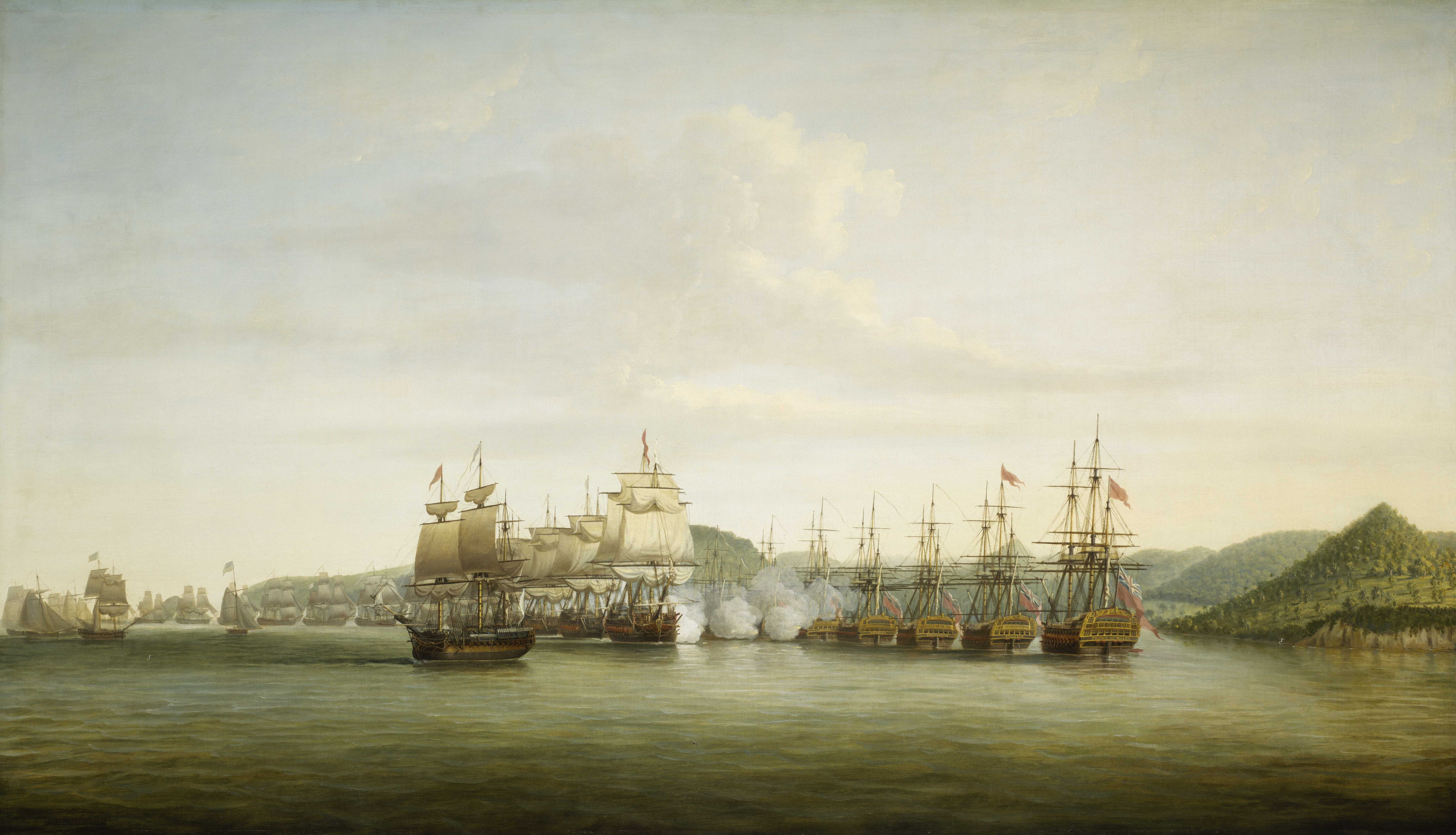
Schlacht vor St. Lucia

- 15. Dezember: Schlacht der Heiligen vor der Karibikinsel St. Lucia zwischen Frankreich und Großbritannien

#### Bayerischer Erbfolgekrieg
- 3. Januar: In der Wiener Konvention verzichtet Kurfürst Karl Theodor von Kurpfalz-Bayern aus dem Hause Wittelsbach zugunsten des Hauses Habsburg auf Niederbayern und die Oberpfalz. Er erhält dafür von Kaiser Joseph II. Vorderösterreich und erhebliche finanzielle Gegenleistungen. Der Vertrag stößt auf die Ablehnung der meisten deutschen Reichsfürsten, außerdem mehreren Mitgliedern des Hauses Wittelsbach und der bayerischen Regierung unter Matthäus von Vieregg.
- 3. Juli: Preußen erklärt nach vorausgegangenen diplomatischen Scharmützeln Österreich den Krieg.
- 5. Juli: Mit dem Vorrücken preußischer Truppen in das habsburgische Böhmen beginnt der Bayerische Erbfolgekrieg. Auf beiden Seiten kommt es schnell zu großen logistischen Problemen, sodass nennenswerte militärische Auseinandersetzungen vermieden werden und nur wenige, kleinere Gefechte um die Truppenversorgung ausgetragen, die diesem Krieg die Beinamen Kartoffelkrieg und Zwetschgenrummel eintragen.

#### Die Weltreise des James Cook
- 18. Januar: James Cook entdeckt auf seiner dritten Südseereise die Hawaii-Inseln, die er Sandwich-Inseln tauft. Zwei Tage später erfolgt die Anlandung auf Kauaʻi, wo die Mannschaft zehn Tage bleibt und eine Sprachverwandtschaft der Bevölkerung zu Tahiti feststellt. Anschließend segelt die Resolution in Richtung nordamerikanischer Kontinent. Cook erreicht Ende März das heutige Oregon und fährt als erster Europäer in den Nootka Sound ein. Anschließend fährt er durch die Aleuten in die Beringstraße, bis er vom Packeis an der Weiterfahrt gehindert wird. Auf Westkurs erreicht Cook danach Asien und gelangt bis Kap Deschnjow, den östlichsten Punkt der sibirischen Küste, bevor er wieder in die Aleuten zurückkehrt.
- 26. Oktober: James Cook nimmt wieder Kurs auf die Hawaii-Inseln, wo er Ende Dezember in der Kealakekua-Bucht anlangt, wo gerade ein Fest zu Ehren des Gottes Lono stattfindet, und aus diesem Grund das normalerweise über der Bucht liegende kapu aufgehoben ist.

### Wirtschaft
- 1. August: In Hamburg eröffnet die erste Sparkasse in Europa. Die Patriotische Gesellschaft von 1765 gründet eine „Allgemeine Versorgungsanstalt“, die auch eine so genannte „Ersparungskasse“ betreibt.
- John Nicholay gründet in Buda einen Kürschnerbetrieb, aus dem sich die Kaufhauskette Debenhams entwickeln wird.
- In Winterthur nimmt mit dem Laboratorium die erste chemische Fabrik der Schweiz ihren Betrieb auf. Ihr Hauptprodukt ist Vitriolöl, ein alter Name für Schwefelsäure.

### Wissenschaft und Technik
- Georg Christoph Lichtenberg führt die Zeichen „+“ und „-“ zur Unterscheidung der elektrischen Ladung ein
- Unter dem Einfluss von Moses Mendelssohn gründet David Friedländer gemeinsam mit Isaak Daniel Itzig und Hartwig Wessely die aufklärerische Jüdische Freischule Berlin nach dem Bildungsprogramm der Haskala und trägt damit zur Emanzipation der Juden in Berlin bei.

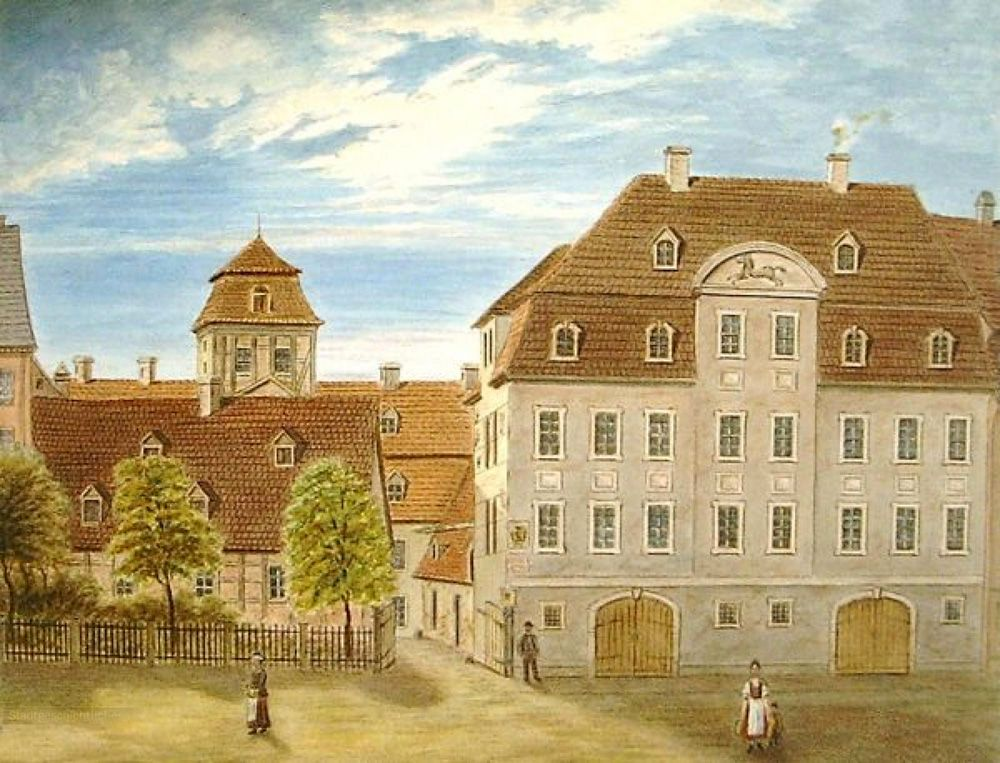
Weißes Roß, der Ort der ersten Schule in Leipzig

- Samuel Heinicke gründet in Leipzig mit kurfürstlicher Genehmigung das Chursächsische Institut für Stumme und andere mit Sprachgebrechen behaftete Personen.

### Kultur

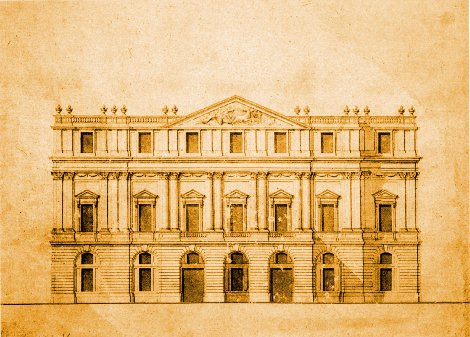
Plan für die Scala von 1779

- 3. August: Zur Eröffnung des durch den klassizistischen Architekten Giuseppe Piermarini neu errichteten Teatro alla Scala in Mailand Uraufführung wird L’Europa riconosciuta, ein Dramma per musica in zwei Akten von Antonio Salieri uraufgeführt. Die Premiere des Werkes wird enthusiastisch gefeiert, nicht zuletzt wegen der prachtvollen Inszenierung und der Mitwirkung unter anderem der Sopranistin Franziska Lebrun-Danzi in der Rolle der Semele. Die Oper enthält außergewöhnlich schwierige Gesangspartien, deren Koloraturen zum Komplexesten zählen, was in der Zeit der Klassik überhaupt für Singstimmen komponiert wurde. Das Werk wird in der Folgezeit nie wieder aufgeführt, jedoch werden einzelne Arien zu Salieris Lebzeiten immer wieder konzertant aufgeführt.
- 27. Dezember: Das Dramma giocoso La scuola de’ gelosi von Antonio Salieri auf einen Text von Caterino Mazzolà hat seine Uraufführung am Teatro San Moisè in Venedig. Es wird zu Salieris Lebzeiten eine seiner beliebtesten komischen Opern.
- Johann Wolfgang von Goethe verfasst das Gedicht An den Mond.

### Natur und Umwelt

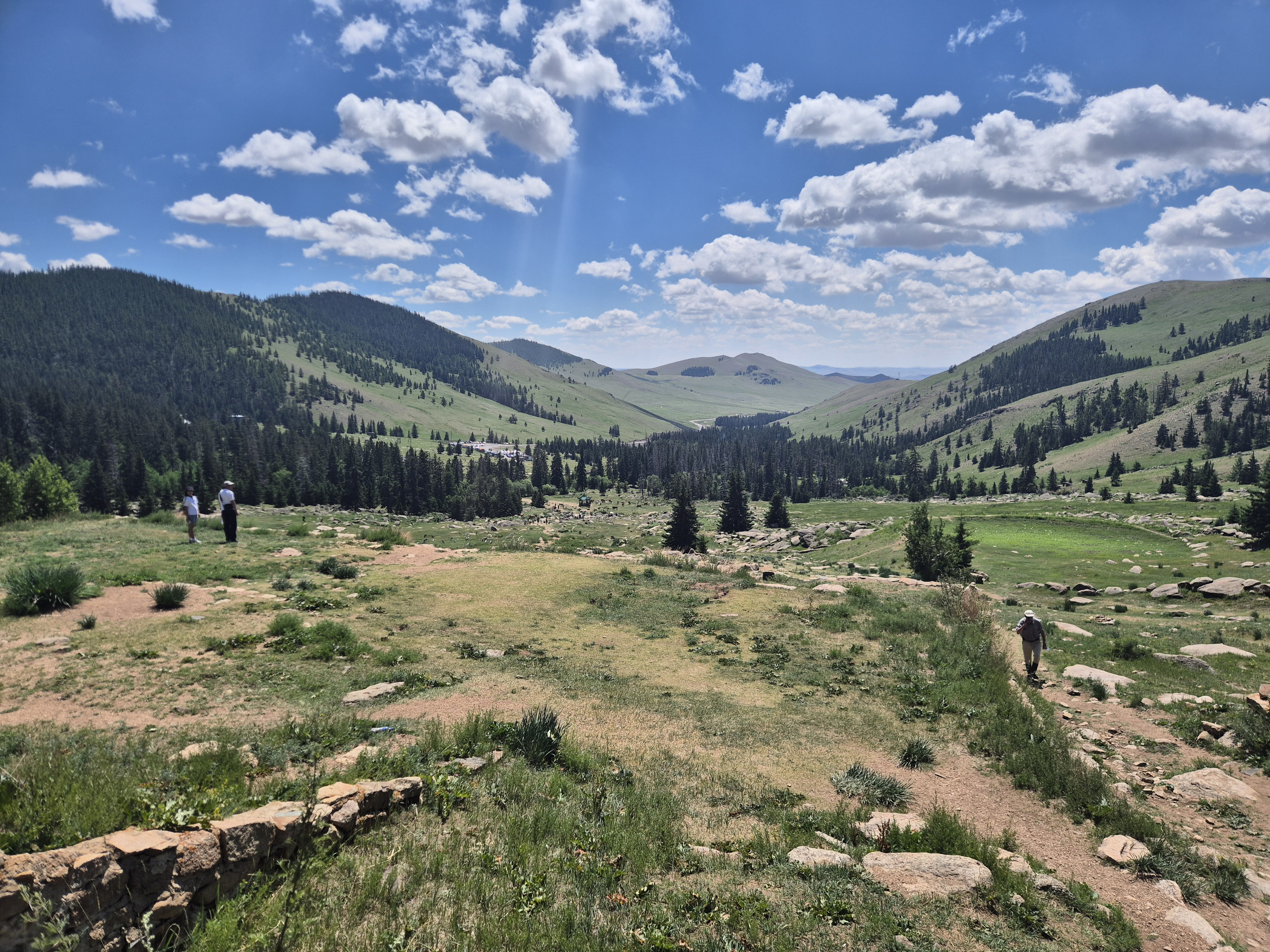
Bogd Khan Uul

- Der mongolische Berg Bogd Khan Uul wird von der Qing-Dynastie in China zum Schutzgebiet erhoben.

### Katastrophen
- 8. Juli: Die Küsnachter Überschwemmung 1778 kostet 63 Menschenleben und zerstört zahlreiche Gebäude.
- 24. September: Zweiter Höchster Stadtbrand

## Geboren

### Erstes Quartal
- 01. Januar: Charles-Alexandre Lesueur, französischer Naturforscher, Entdecker und Maler († 1846)
- 02. Januar: Friedrich August Gotthold, deutscher Pädagoge und Schuldirektor († 1858)
- 11. Januar: Agathon Fain, französischer Geheimsekretär Napoleons I († 1837)
- 13. Januar: Johann Gotthelf Richter, deutscher Jurist († 1839)
- 15. Januar: Joseph Adamy, nassauischer Grubenbesitzer und Politiker († 1849)
- 18. Januar: George Bellas Greenough, englischer Geologe († 1855)
- 18. Januar: Ludwig Georg von Winter, badischer Beamter († 1838)
- 20. Januar: François Baillon, französischer Zoologe († 1851)
- 21. Januar: Cornelis Adrianus van Enschut, niederländischer Rechtswissenschaftler († 1835)
- 21. Januar: Arnold Friedrich von Mieg, deutscher Politiker († 1842)
- 23. Januar: Alire Raffeneau-Delile, französischer Botaniker und Arzt († 1850)
- 24. Januar: Charles Ferdinand de Bourbon, Sohn des späteren Königs Karl X. († 1820)
- 28. Januar: Christian Sethe, deutscher Jurist († 1864)
- 31. Januar: Karl Gottlieb Anton, sächsischer Altphilologe († 1861)
- 31. Januar: Franz Anton von Kolowrat-Liebsteinsky, österreichischer Staatsmann († 1861)
- 01. Februar: Christian Philipp Koehler, deutscher Beamter († 1842)
- 06. Februar: Ugo Foscolo, italienischer Dichter († 1827)
- 14. Februar (getauft): Fernando Sor, spanischer Gitarrist und Komponist († 1839)
- 16. Februar: John Colborne, britischer Feldmarschall und Kolonialverwalter († 1863)
- 19. Februar: Henry Ashley, US-amerikanischer Jurist und Politiker († 1829)
- 19. Februar: Friedrich Karl von Tettenborn, badisch-österreichischer Reitergeneral im Freiheitskrieg († 1845)
- 22. Februar: Franz Ludwig Catel, deutscher Holzbildbauer und Maler († 1856)
- 22. Februar: Rembrandt Peale, US-amerikanischer Maler († 1860)
- 24. Februar: Karl Heinrich Ferdinand Schütze, deutscher Unternehmer, Politiker und Abgeordneter († 1860)
- 25. Februar: José de San Martín, argentinischer General und Revolutionär († 1850)
- 02. März: Friederike zu Mecklenburg[-Strelitz], Tochter des Herzogs Karl II. (Mecklenburg-Strelitz) († 1841)
- 02. März: William Austin, US-amerikanischer Rechtsanwalt, Politiker und Schriftsteller († 1841)
- 04. März: Anton Auer, deutscher Porzellanmaler († 1814)
- 04. März: Robert Emmet, irischer Rebellenführer und Nationalist († 1803)
- 07. März: Heinrich Theodor Wehle, deutsch-sorbischer Landschaftsmaler, Radierer und Zeichner († 1805)
- 08. März: Jean-Toussaint Arrighi de Casanova, Herzog von Padua, französischer General und Politiker († 1853)
- 19. März: Edward Michael Pakenham, britischer Generalmajor († 1815)
- 25. März: Sophie Blanchard, französische Ballonfahrerin († 1819)
- 31. März: Coenraad Jacob Temminck, niederländischer Zoologe († 1858)

### Zweites Quartal
- 10. April: Johann Arzberger, österreichischer Techniker und Wissenschaftler († 1835)
- 10. April: William Hazlitt, englischer Essayist und Schriftsteller († 1830)
- 10. April: Heinrich Luden, deutscher Historiker († 1847)
- 13. April: Barnabas Huber, Benediktiner-Abt († 1851)
- 18. April: Christian Friedrich Nasse, deutscher Psychiater († 1851)
- 23. April: John Harvey, britischer Offizier und Gouverneur in Kanada († 1852)
- 08. Mai: Johann Gänsbacher, österreichischer Komponist und Dirigent († 1844)
- 12. Mai: Johann August Zeune, deutscher Pädagoge, Geograph und Germanist († 1853)
- 14. Mai: Honoré V., Fürst von Monaco († 1841)
- 17. Mai: Johann Friedrich Küttlinger, deutscher Mediziner und Botaniker († 1851)
- 18. Mai: Andrew Ure, englischer Mediziner und Professor für Naturgeschichte und Chemie († 1857)
- 21. Mai: Ernst-Wilhelm Arnoldi, deutscher Kaufmann († 1841)
- 22. Mai: Joaquín Abarca y Blanque, spanischer Prälat († 1844)
- 22. Mai: Matthias Ludwig Leithoff, deutscher Arzt († 1846)
- 25. Mai: Claus Harms, deutscher protestantischer Theologe († 1855)
- 30. Mai: Richard Skinner, US-amerikanischer Politiker († 1833)
- 06. Juni: Jan Richard de Brueys, niederländischer Rechtswissenschaftler († 1848)
- 07. Juni: George Bryan Brummell, britischer Dandy, Freund Georg IV. († 1840)
- 17. Juni: Philipp Wilhelm van Heusde, niederländischer Philosoph, Historiker, Philologe, Bibliothekar und Rhetoriker († 1839)

### Drittes Quartal
- 03. Juli: Carl Ludwig Engel, deutsch-finnischer Architekt und Maler († 1840)
- 11. Juli: Franz Xaver Josef Ackermann, badischen Jurist und Politiker († 1837)
- 13. Juli: Samuel Stevens, US-amerikanischer Politiker († 1860)
- 17. Juli: Esma Sultan, osmanische Prinzessin, Schwester von Mustafa IV. und Mahmud II. († 1848)
- 18. Juli: Johann Friedrich Erdmann, deutscher Mediziner († 1846)
- 05. August: Georg Gottfried Rudolph, deutscher Diener und Privatsekretär von Friedrich Schiller († 1840)

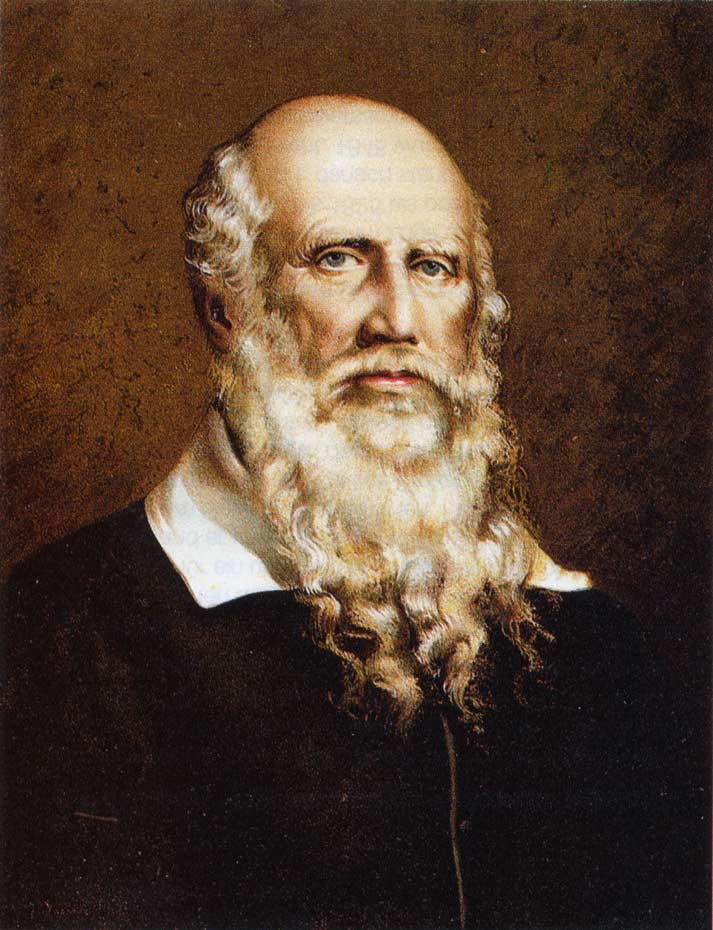
Friedrich Ludwig Jahn

- 09. August: Vinzenz Sultzer, französische Ordensschwester und Generaloberin († 1868)
- 11. August: Friedrich Ludwig Jahn, deutscher Pädagoge († 1852)
- 14. August: Francesco Maria Avellino, italienischer Archäologe († 1850)
- 20. August: Bernardo O’Higgins, chilenischer Supremo Director († 1842)
- 26. August: John Adams, US-amerikanischer Jurist und Politiker († 1854)
- 26. August: Konrad Adolf Hartleben, deutsch-österreichischer Buchhändler, Herausgeber und Verleger († 1863)
- 31. August: Johan Storm Munch, norwegischer Bischof und Verfasser († 1832)
- 02. September: Louis Bonaparte, holländischer König und Bruder Napoleon Bonapartes († 1846)
- 04. September: Ludwig Karl Alexander von Alvensleben, preußischer Offizier († 1842)

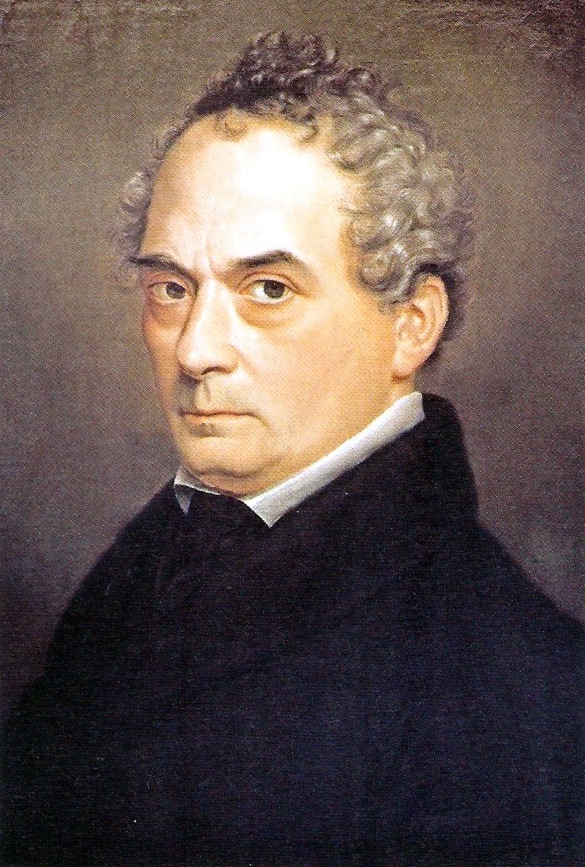
Clemens Brentano, um 1837

- 09. September: Clemens Brentano, deutscher Schriftsteller († 1842)
- 11. September: Karl Ludwig Nordmann, Domänenpächter und Tierzüchter († 1848)
- 20. September: Fabian Gottlieb von Bellingshausen, russischer Seefahrer und Offizier († 1852)
- 22. September: Carl Ludwig Koch, deutscher Entomologe und Arachnologe († 1857)
- 27. September: Ferdinand von Maltzan, deutscher Rittergutsbesitzer und mecklenburgischer Erblandmarschall von Wenden; hob 1816 als erster in Mecklenburg die Leibeigenschaft auf seinen Gütern auf († 1849)
- 27. September: Carl Friedrich Rungenhagen, deutscher Komponist und Musikpädagoge († 1851)

### Viertes Quartal
- 05. Oktober: Ernst Ludwig von Aster, preußischer General († 1855)
- 13. Oktober: William Marks, US-amerikanischer Politiker († 1858)
- 15. Oktober: Paolo Ghiringhelli, Schweizer Benediktiner und Statthalter († 1861)
- 15. Oktober: Gottlieb Hiller, deutscher Tagelöhner und Schriftsteller († 1826)
- 19. Oktober: Gustav Vorherr, Architekt, Königlich-bayerischer Baurat und Vorstand des bayerischen Landesverschönerungsvereins († 1847)
- 24. Oktober: Christian Heinrich Delius, deutscher Archivar und Historiker († 1840)
- 26. Oktober: Charles Grant, Baron Glenelg, schottischer Politiker († 1866)
- 30. Oktober: Benjamin Ames, US-amerikanischer Politiker († 1835)
- 01. November: Gustav IV. Adolf, schwedischer König († 1837)
- 14. November: Johann Nepomuk Hummel, österreichischer Komponist und Pianist († 1837)
- 14. November: Christian von Rother, preußischer Politiker († 1849)
- 14. November: Heinrich Gottlieb Tzschirner, deutscher evangelischer Theologe († 1828)
- 14. November: Ludwig Stock, deutscher Archivar und Historiker († 1861)

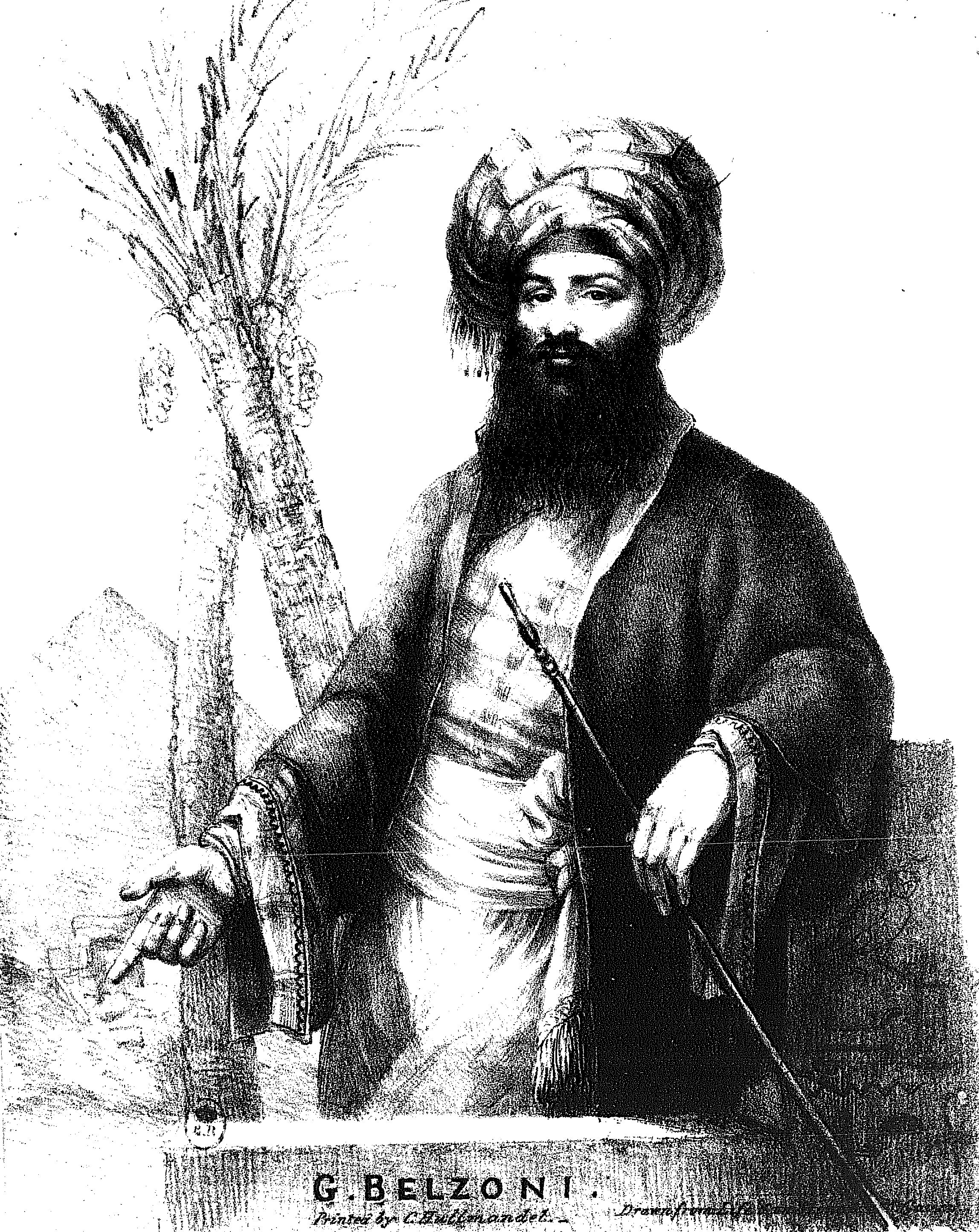
Giovanni Battista Belzoni

- 15. November: Giovanni Battista Belzoni, italienischer Abenteurer († 1823)
- 16. November: Maximilian Emanuel von Lerchenfeld, deutscher Politiker († 1843)
- 16. November: Johann Joseph von Prechtl, österreichischer Technologe deutscher Herkunft († 1854)
- 19. November: Charles-Michel de Salaberry, kanadischer Soldat und Politiker († 1829)
- 29. November: Ernst von Houwald, deutscher Schriftsteller und Dramatiker († 1845)

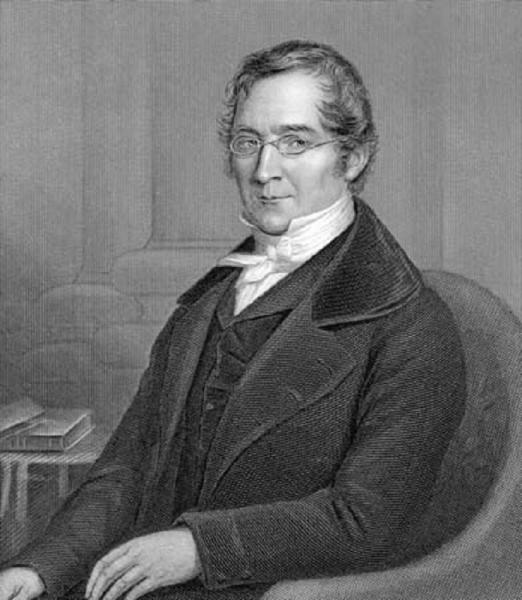
Joseph Louis Gay-Lussac

- 06. Dezember: Joseph Louis Gay-Lussac, französischer Chemiker und Physiker († 1850)
- 09. Dezember: Philipp Jakob Hoffmann, deutscher Architekt und städtischer Bauinspektor († 1834)
- 10. Dezember: Joachim Wenthin, deutscher Orgelbauer († 1857)
- 15. Dezember: Christiane Becker-Neumann, deutsche Schauspielerin († 1797)
- 15. Dezember: Godert Alexander Gerard Philip van der Capellen, niederländischer Staatsmann († 1848)

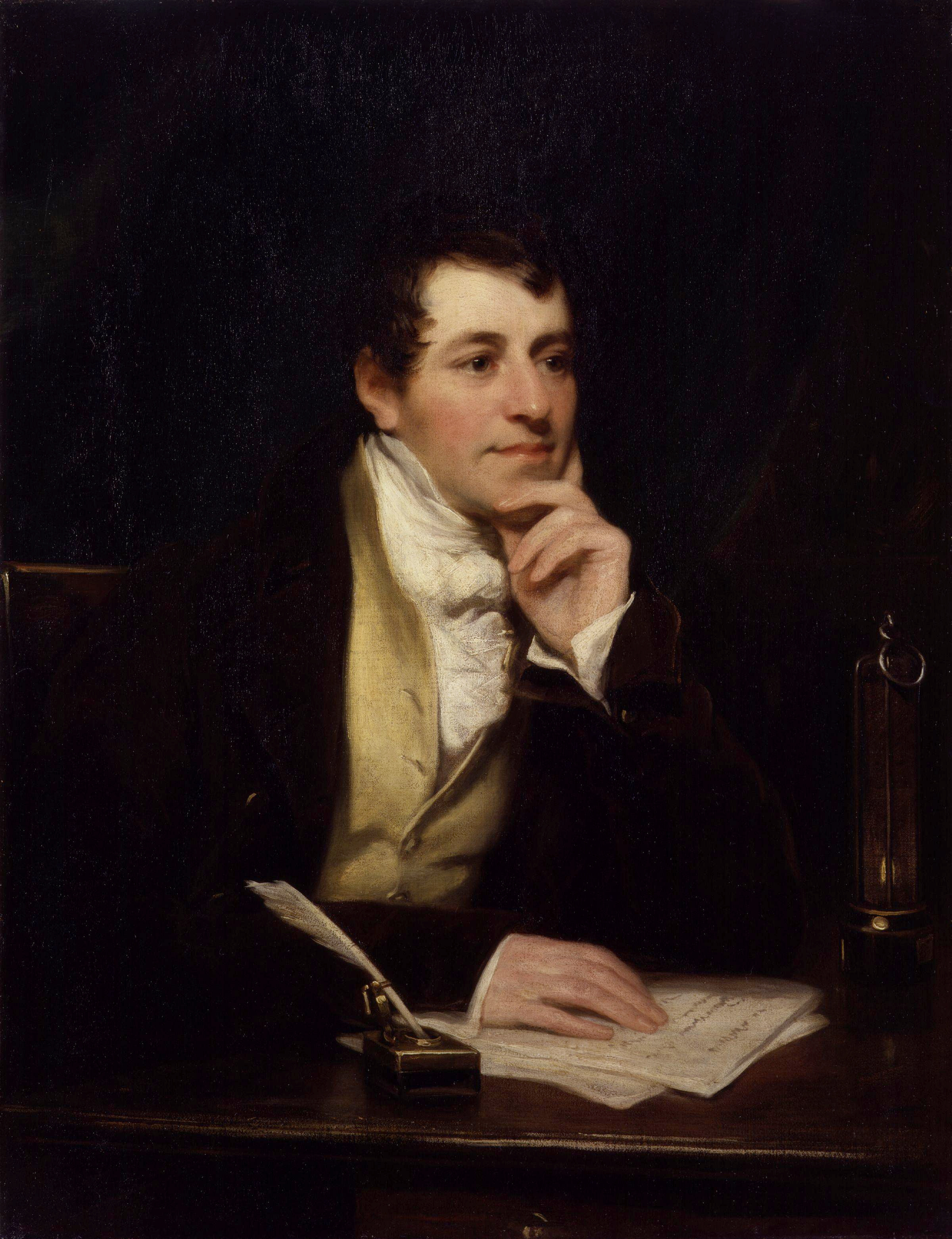
Humphry Davy, 1821

- 17. Dezember: Humphry Davy, englischer Chemiker († 1829)
- 17. Dezember: Franz Joseph Werfer, deutscher Arzt und Autor einer medizinischen Landesbeschreibung († 1823)
- 19. Dezember: Marie Thérèse Charlotte von Frankreich, Tochter von König Ludwig XVI. und Königin Marie-Antoinette († 1851)
- 20. Dezember: Sophie Anna von Reventlow, dänische Malerin († 1853)
- 26. Dezember: Sophie Eleonore Friederike von Schleswig-Holstein-Sonderburg-Augustenburg, dänisch-deutsche Miniaturmalerin († 1836)
- 29. Dezember: Georg Anton Friedrich Ast, deutscher klassischer Philologe und Philosoph († 1841)

### Genaues Geburtsdatum unbekannt
- Mulai Abd ar-Rahman, Sultan der Alawiden in Marokko († 1859)
- Giacinto Amati, italienischer Theologe († 1850)
- Johann Bernhard Anderson († unbekannt)
- Jules Anglès, französischer Politiker († 1828)
- Joseph Aspdin, britischer Erfinder († 1855)
- Carlo Gianella, italienischer Ingenieur († 1863)
- Henry Smart, englischer Geiger, Bratschist und Komponist († 1824)
- Mathias Weber, deutscher Räuber († 1803)

## Gestorben

### Erstes Halbjahr
- 04. Januar: Charles Eisen, französischer Maler (* 1720)

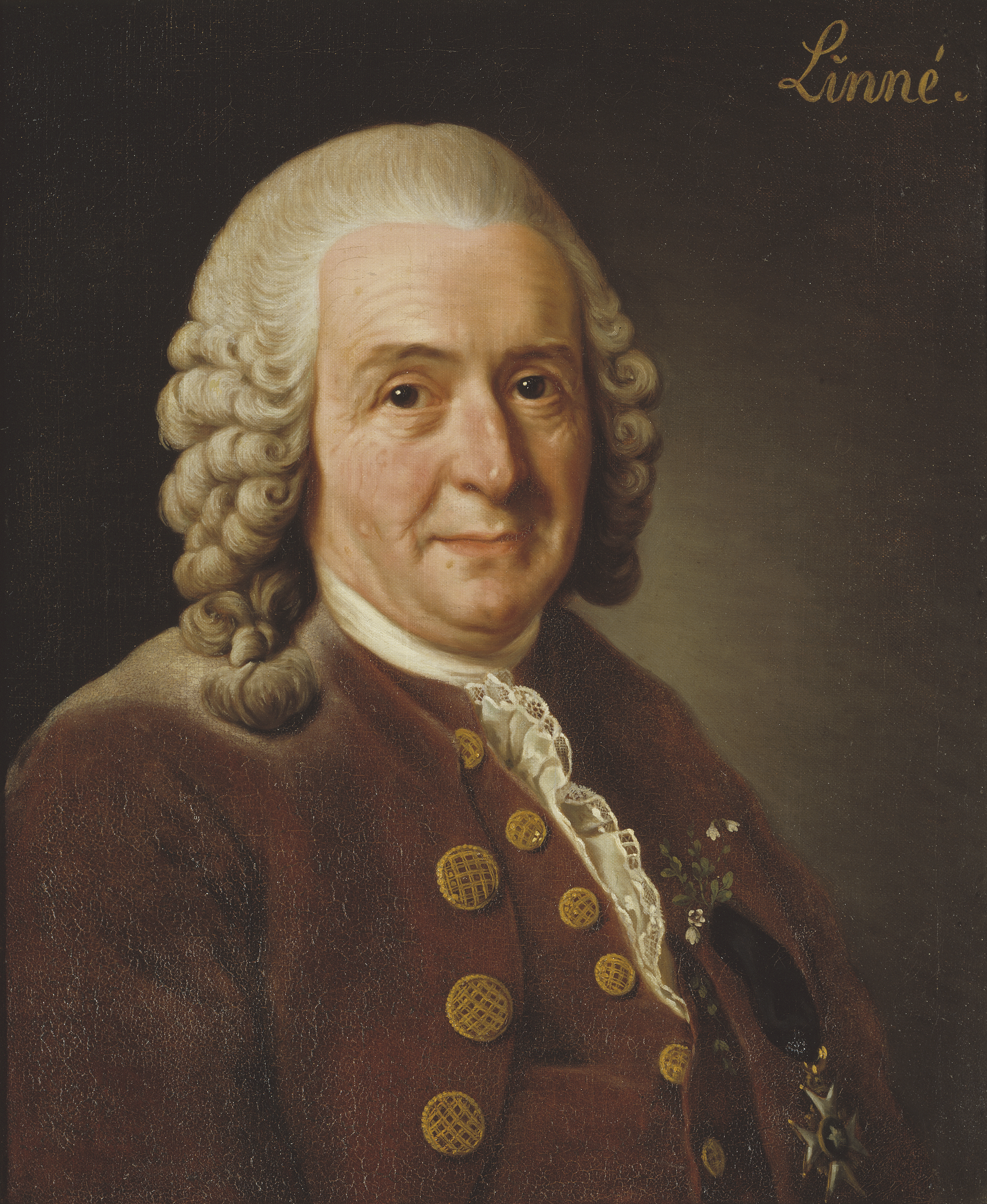
Carl von Linné, 1775

- 10. Januar: Carl von Linné, schwedischer Naturforscher (* 1707)
- 10. Januar: Eva König, Ehefrau von Gotthold Ephraim Lessing (* 1736)
- 16. Januar: Christiane Henriette Sophie von Laßberg, deutsche Adlige, Hofdame und Selbstmörderin (* 1761)
- 22. Januar: Johann Jakob Kollmann, deutscher Stadtphysikus (* 1714)
- 04. Februar: Friedrich Seltendorff, Baumeister des Leipziger Barock und Rokoko (* um 1700)
- 20. Februar: Laura Bassi, italienische Philosophin, erste Professorin Europas (für Physik) (* 1711)
- 05. März: Thomas Arne, britischer Komponist (* 1710)
- 07. März: Carl de Geer, schwedischer Industrieller, Wissenschaftler und Entomologe (* 1720)
- 08. März: Johann Gottfried Höre, deutscher Pädagoge (* 1704)
- 15. März: Jean Henri Desmercières, dänischer Bankier (* 1687)
- 20. März: Adam Friedrich von Arnstedt, preußischer Oberst (* 1711)
- 23. März: Heinrich Martin Thümmig, deutscher evangelischer Theologe (* 1693)
- 27. März: Nicolas Sébastien Adam, französischer Bildhauer (* 1705)
- 27. März: Claude François Joseph d’Auxiron, französischer Ingenieur, Erfinder und Pionier der Dampfschifffahrt (* 1731)
- 29. März: Johann Friedrich Gruner, deutscher evangelischer Theologe, Historiker, Rhetoriker und Pädagoge (* 1723)
- 23. April: Henning von Ahlefeldt, dänischer Kammerherr und Geheimer Rat (* 1705)
- 06. Mai: Jean Baptiste Christophe Fusée Aublet, französischer Botaniker und Apotheker (* 1720)
- 11. Mai: William Pitt, Premierminister von Großbritannien (* 1708)
- 19. Mai: Christian Friedrich Schmidt, deutscher Philosoph und lutherischer Theologe (* 1741)
- 23. Mai: Frederik Bernard Albinus, niederländischer Mediziner (* 1715)
- 25. Mai: George Keith, 9. Earl Marischal, schottischer Adliger (* 1693)
- 30. Mai: Juan de Balmaceda, spanischer Jurist, Kolonialverwalter und Gouverneur von Chile (* 1702)

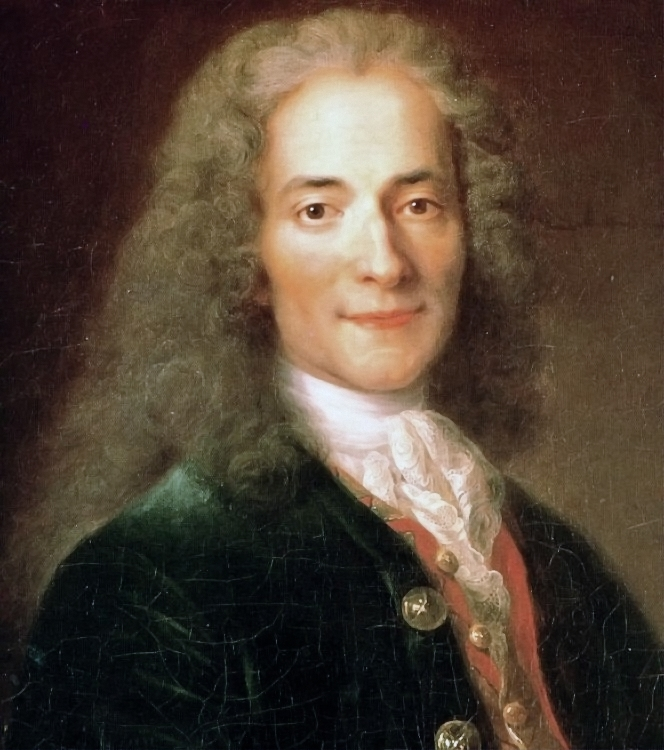
Voltaire

- 30. Mai: Voltaire, französischer Schriftsteller und Philosoph der Aufklärung, Freidenker und Freimaurer (* 1694)
- 07. Juni: Johann Georg Zechner, österreichischer Organist und Komponist (* 1716)
- 12. Juni: Philip Livingston, Delegierter des Staates New York im Kontinentalkongress (* 1716)
- 16. Juni: Conrad Ekhof, deutscher Schauspieler (* 1720)
- 16. Juni: Friedrich Wilhelm von Taube, deutscher Verwaltungsbeamter in österreichischen Diensten (* 1728)
- 19. Juni: Francesca Cuzzoni, italienische Opernsängerin (* 1696)
- 24. Juni: Pieter Burman der Jüngere, niederländischer Philologe (* 1713)
- 26. Juni: Therese von Braunschweig-Wolfenbüttel, Äbtissin des kaiserlich freien weltlichen Reichsstifts von Gandersheim (* 1728)
- 27. Juni: Friedrich Martini, deutscher Mediziner und Naturforscher (* 1729)

### Zweites Halbjahr

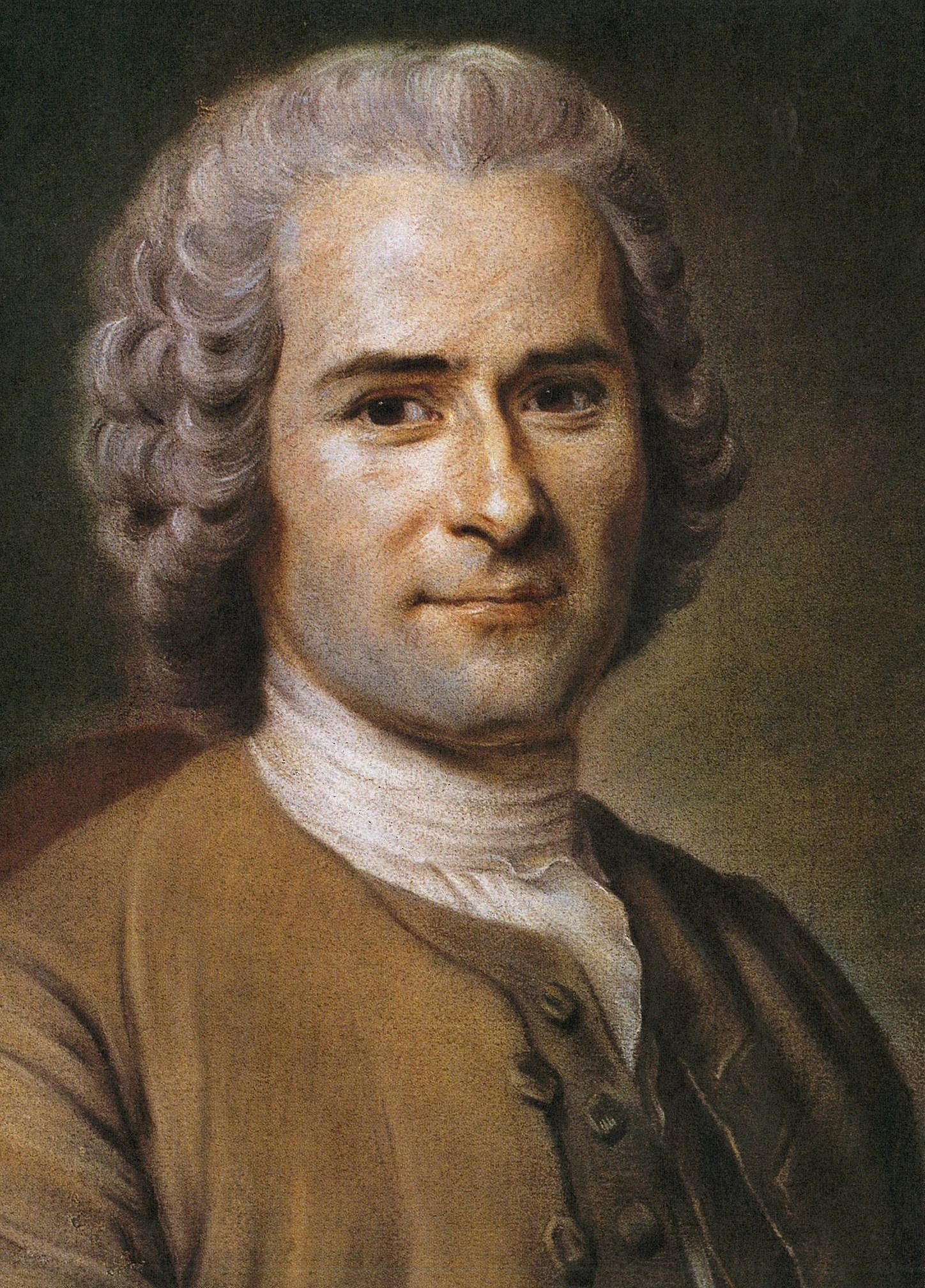
Jean-Jacques Rousseau, Pastell von Maurice Quentin de La Tour

- 02. Juli: Jean-Jacques Rousseau, französischer Schriftsteller und Philosoph (* 1712)
- 03. Juli: Anna Maria Mozart, Mutter von Wolfgang Amadeus Mozart (* 1720)
- 05. Juli: Carl Günther Ludovici, deutscher Philosoph und Lexikograf (* 1707)
- 11. Juli: Joseph Stepling, deutsch-tschechischer Gelehrter (* 1716)
- 26. Juli: Philipp Ernst Wegmann, deutscher Orgelbauer (* 1734)
- 04. August: Pierre de Rigaud, französischer Marineoffizier und Generalgouverneur von Neufrankreich (* 1698)
- 08. August: Julie Bondeli, Schweizer Salonnière (* 1732)
- 11. August: Augustus Montague Toplady, englischer Geistlicher und Lieddichter (* 1740)
- 17. August: Karl Maria Raimund, Herzog von Arenberg (* 1721)
- 24. August: Johannes Ringk, deutscher Komponist und Organist (* 1717)
- 01. September: Ferenc Babai, römisch-katholischer Geistlicher und Historiker (* 1742)
- 04. September: William Campbell, britischer Gouverneur von Nova Scotia und der Province of South Carolina (* 1730)
- 13. September: André Jordan, deutscher Kaufmann, Hofjuwelier und Wechselhändler (* 1708)
- 17. September: Michel-Ange Duquesne de Menneville, französischer Marineoffizier und Generalgouverneur von Neufrankreich (* um 1700)
- 26. September: Christoph Bauer, deutscher lutherischer Theologe (* 1718)
- 24. Oktober: Heinrich Ernst zu Stolberg-Wernigerode, deutscher Politiker, Domherr, Propst und Dichter (* 1716)
- 28. Oktober: Carlos Francisco de Croix, spanischer Offizier, Kolonialverwalter und Vizekönig von Neuspanien (* 1703)
- 30. Oktober: Davide Perez, italienischer Opernkomponist (* 1711)
- 03. November: Georg David Matthieu, deutscher Porträtmaler und Kupferstecher (* 1737)
- 04. November: Johann Friedrich Frisch, deutscher evangelischer Theologe (* 1715)
- 05. November: Daniel Gottlieb Andreae, preußischer Beamter (* 1711)
- 09. November: Giovanni Battista Piranesi, italienischer Kupferstecher, Archäologe und Architekturtheoretiker (* 1720)
- 26. Dezember: Pedro de Cevallos, spanischer Politiker, Militär und erster Vizekönig des Río de la Plata (* 1715)
- 28. Dezember: David Macbride, irischer Arzt und Schriftsteller (* 1726)
- 30. Dezember: Konstantin, Landgraf von Hessen-Rotenburg (* 1716)
- 31. Dezember: Alvise Mocenigo IV., 118. Doge von Venedig (* 1701)

### Genaues Todesdatum unbekannt
- Jakob Samuel Beck, deutscher Maler (* 1715)

### Gestorben um 1778
- Marguerite-Antoinette Couperin, französische Cembalistin (* 1705)